# Corydoras atropersonatus
Corydoras atropersonatus (Weitzman & Nijssen, 1970), è un pesce tropicale d'acqua dolce, appartenente alla famiglia Callichthyidae.

## Descrizione
Presenta un corpo compresso sull'addome e sui lati, che raggiunge una lunghezza tra i 4,5 e 5,0 cm.
La testa ha il profilo abbastanza arrotondato, la bocca, provvista di barbigli, è rivolta verso il fondo. La pinna caudale è trasparente e biforcuta, e come le altre pinne e il corpo, non presenta né macchie ne striature scure. La colorazione è bianca parzialmente trasparente con macchiette nere sparse lungo il corpo, ha inoltre una linea nera. È onnivoro e può essere allevato in acquario, dove talvolta riesce a riprodursi.